# IronPigs de Lehigh Valley
Les IronPigs de Lehigh Valley sont une équipe de ligue mineure de baseball basée à Allentown (Pennsylvanie). Affiliés depuis 2008 à la formation de MLB des Phillies de Philadelphie, les IronPigs jouent au niveau Triple-A en Triple-A East.

## Histoire
La franchise est créée à Ottawa sous le nom de Lynx d'Ottawa en 1993. Le 28 août 2006, l’équipe est vendue à Joseph Finley et Craig Stein. Ceux-ci décident de déménager la concession à Allentown (Pennsylvanie) en vue de la saison 2008, lorsque la construction du nouveau Coca-Cola Park sera terminée. L'équipe est alors renommée IronPigs de Lehigh Valley.

## Affiliations
Les IronPigs de Lehigh Valley sont affiliés aux Phillies de Philadelphie depuis la création de la franchise en 2008.

## Bilan sportif

### Palmarès
Néant.

### Bilan saison par saison
| Saison                                   | Ligue                                            | Saison régulière                                 | Saison régulière                                 | Saison régulière                                 | Saison régulière                                 | Saison régulière                                 | Saison régulière                                 | Saison régulière                                 | Saison régulière                                 | Séries éliminatoires                             | Séries éliminatoires                             | Séries éliminatoires                             | Séries éliminatoires                             | Séries éliminatoires                             |
| Saison                                   | Ligue                                            | Conférence                                       | Division                                         | Position                                         | Matches                                          | Victoires                                        | Défaites                                         | %                                                | Moy. spect.                                      | Matches                                          | Victoires                                        | Défaites                                         | %                                                | Résultats                                        |
| ---------------------------------------- | ------------------------------------------------ | ------------------------------------------------ | ------------------------------------------------ | ------------------------------------------------ | ------------------------------------------------ | ------------------------------------------------ | ------------------------------------------------ | ------------------------------------------------ | ------------------------------------------------ | ------------------------------------------------ | ------------------------------------------------ | ------------------------------------------------ | ------------------------------------------------ | ------------------------------------------------ |
| IronPigs de Lehigh Valley                |                                                  |                                                  |                                                  |                                                  |                                                  |                                                  |                                                  |                                                  |                                                  |                                                  |                                                  |                                                  |                                                  |                                                  |
| 2008                                     | IL                                               | -                                                | Nord                                             | 6e                                               | 144                                              | 55                                               | 89                                               | .382                                             | 8 479                                            | -                                                | -                                                | -                                                | -                                                | -                                                |
| 2009                                     | IL                                               | -                                                | Nord                                             | 3e                                               | 144                                              | 71                                               | 73                                               | .493                                             | 9 162                                            | -                                                | -                                                | -                                                | -                                                | -                                                |
| 2010                                     | IL                                               | -                                                | Nord                                             | 5e                                               | 144                                              | 58                                               | 86                                               | .403                                             | 9 227                                            | -                                                | -                                                | -                                                | -                                                | -                                                |
| 2011                                     | IL                                               | -                                                | Nord                                             | 2e                                               | 144                                              | 80                                               | 64                                               | .556                                             | 9 249                                            | 7                                                | 4                                                | 3                                                | .571                                             | Finaliste                                        |
| 2012                                     | IL                                               | -                                                | Nord                                             | 3e                                               | 143                                              | 75                                               | 68                                               | .524                                             | 9 153                                            | -                                                | -                                                | -                                                | -                                                | -                                                |
| 2013                                     | IL                                               | -                                                | Nord                                             | 4e                                               | 144                                              | 72                                               | 72                                               | .500                                             | 9 016                                            | -                                                | -                                                | -                                                | -                                                | -                                                |
| 2014                                     | IL                                               | -                                                | Nord                                             | 6e                                               | 144                                              | 66                                               | 78                                               | .458                                             | 9 042                                            | -                                                | -                                                | -                                                | -                                                | -                                                |
| 2015                                     | IL                                               | -                                                | Nord                                             | 5e                                               | 144                                              | 63                                               | 81                                               | .438                                             | 8 769                                            | -                                                | -                                                | -                                                | -                                                | -                                                |
| 2016                                     | IL                                               | -                                                | Nord                                             | 2e                                               | 143                                              | 85                                               | 58                                               | .590                                             | 8 729                                            | 3                                                | 0                                                | 3                                                | 0                                                | Demi-finaliste                                   |
| 2017                                     | IL                                               | -                                                | Nord                                             | 2e                                               | 142                                              | 80                                               | 62                                               | .563                                             | 8 541                                            | 4                                                | 1                                                | 3                                                | .250                                             | Demi-finaliste                                   |
| 2018                                     | IL                                               | -                                                | Nord                                             | 1er                                              | 140                                              | 84                                               | 56                                               | .600                                             | 8 511                                            | 4                                                | 1                                                | 3                                                | .250                                             | Demi-finaliste                                   |
| 2019                                     | IL                                               | -                                                | Nord                                             | 5e                                               | 140                                              | 66                                               | 74                                               | .471                                             | 8 605                                            | -                                                | -                                                | -                                                | -                                                | -                                                |
| 2020                                     | Saison annulé à cause de la pandémie de Covid-19 | Saison annulé à cause de la pandémie de Covid-19 | Saison annulé à cause de la pandémie de Covid-19 | Saison annulé à cause de la pandémie de Covid-19 | Saison annulé à cause de la pandémie de Covid-19 | Saison annulé à cause de la pandémie de Covid-19 | Saison annulé à cause de la pandémie de Covid-19 | Saison annulé à cause de la pandémie de Covid-19 | Saison annulé à cause de la pandémie de Covid-19 | Saison annulé à cause de la pandémie de Covid-19 | Saison annulé à cause de la pandémie de Covid-19 | Saison annulé à cause de la pandémie de Covid-19 | Saison annulé à cause de la pandémie de Covid-19 | Saison annulé à cause de la pandémie de Covid-19 |
| 2021                                     | Triple-A East                                    | IL                                               | Nord-Est                                         | 4e                                               | 118                                              | 52                                               | 66                                               | .441                                             | 5 842                                            | -                                                | -                                                | -                                                | -                                                | -                                                |
| 2022                                     | IL                                               | -                                                | Est                                              | 4e                                               | 148                                              | 76                                               | 72                                               | .514                                             | -                                                | -                                                | -                                                | -                                                | -                                                | -                                                |
| 2023                                     | IL                                               | -                                                | Est                                              | En cours                                         | -                                                | -                                                | -                                                | -                                                | -                                                | -                                                | -                                                | -                                                | -                                                | -                                                |
| Bilan en saison régulière (fin 2022)     | Bilan en saison régulière (fin 2022)             | Bilan en saison régulière (fin 2022)             | Bilan en saison régulière (fin 2022)             | Bilan en saison régulière (fin 2022)             | 1 982                                            | 983                                              | 999                                              | .496                                             |                                                  |                                                  |                                                  |                                                  |                                                  |                                                  |
| Bilan en Séries éliminatoires (fin 2022) | Bilan en Séries éliminatoires (fin 2022)         | Bilan en Séries éliminatoires (fin 2022)         | Bilan en Séries éliminatoires (fin 2022)         | Bilan en Séries éliminatoires (fin 2022)         | Bilan en Séries éliminatoires (fin 2022)         | Bilan en Séries éliminatoires (fin 2022)         | Bilan en Séries éliminatoires (fin 2022)         | Bilan en Séries éliminatoires (fin 2022)         | Bilan en Séries éliminatoires (fin 2022)         | 18                                               | 6                                                | 12                                               | .333                                             | -                                                |

## Joueurs et personnalités de la franchise

### Managers
Le tableau suivant présente la liste des managers du club depuis 2008.
| # | Entraîneur    | Période   | Saison régulière | Saison régulière | Saison régulière | Saison régulière | Playoffs | Playoffs | Playoffs | Playoffs | Récompenses |
| # | Entraîneur    | Période   | M                | V                | D                | %                | M        | V        | D        | %        | Récompenses |
| - | ------------- | --------- | ---------------- | ---------------- | ---------------- | ---------------- | -------- | -------- | -------- | -------- | ----------- |
| 1 | Dave Huppert  | 2008-2010 | 432              | 184              | 248              | .426             | -        | -        | -        | -        | -           |
| 2 | Ryne Sandberg | 2011-2013 | 431              | 227              | 204              | .527             | 7        | 4        | 3        | .571     | -           |
| 3 | Dave Brundage | 2014-2016 | 431              | 214              | 217              | .497             | 3        | 0        | 3        | 0        | -           |
| 4 | Dusty Wathan  | 2017      | 142              | 80               | 62               | .563             | 4        | 1        | 3        | .250     | -           |
| 5 | Gary Jones    | 2018-     | 398              | 202              | 196              | .508             | 4        | 1        | 3        | .250     | -           |

### Joueurs notables
- Rhys Hoskins (2017)
- Tyler Cloyd (2012, 2013)
- Jake Thompson (2016, 2017, 2018)
- Cody Asche (2013, 2014, 2015, 2016)
- César Hernández (2012, 2013, 2014)
- Brian Bogusevic (2015)
- Edward Mujica (2016)
- Pedro Beato (2017, 2018)

## Stades
- 2008- : Coca-Cola Park à Allentown, Pennsylvanie (10 178 places).